# Air Liquide
Air Liquide es una empresa multinacional francesa. Air Liquide nace en 1902 al formarse una Sociedad Anónima que agrupa 24 accionistas y a sus dos fundadores, Georges Claude y Paul Delorme.
Posteriormente se expandió a otros países.
En la actualidad posee 75 filiales repartidas en diferentes continentes, con una cantidad de empleados de 67100, siendo unas de las principales empresas en la provisión de gases industriales y medicinales. Se encuentra dentro del CAC 40.
Air Liquide Argentina SA se funda en el año 1938, cuando Air Liquide compra la empresa La oxigena SA de la República Argentina.
Air Liquide está presente con filiales en Argentina, Uruguay, Brasil, Chile, EUA, Canadá, Italia, Portugal, Alemania, España, Corea del Sur, Japón, India, China, Líbano, Egipto, Togo, entre otros.

## Historia
1902: Georges Claude y Paul Delorme desarrollan un proceso para la licuefacción de aire para separar sus componentes. Paul Delorme es el primer presidente;
1906: Comienza la expansión internacional, primero en Bélgica e Italia, pero también en Canadá, Japón y Hong Kong;
1913: Air Liquide hace su debut en la bolsa de París;
1938: Air Liquide compra la empresa La oxigena S.A. de la República Argentina.
1939: Air Liquide llega al Paraguay siendo accionista mayoritaria de La Oxigena Paraguaya SA
1945: Después de la guerra, Jean Delorme, el segundo presidente del grupo, trabaja para restaurar el camino, renovar y expandir la base industrial;
1957: Se inicia la industria de explotación a gran escala y la creación de redes de tuberías de varios grandes fabricantes en el mundo;
1962: Inicio de la aventura espacial;
1986 de despliegue a los EE. UU. con la adquisición de los Tres Grandes y aplicación en muchos países, incluyendo Europa y Asia;
1991: Adquisición de CINOCA Cooperativa iniciando las operaciones en la República Oriental del Uruguay, con producción de oxígeno y nitrógeno líquido.
1995: Creación de Air Liquide de salud: estructura, personal, materiales de oferta de gas y servicios médicos, totalmente dedicado al sector médico, primero en el hospital y hogares de los pacientes;
2001: adquisición de los Messer Griesheim en Sudáfrica, Trinidad y Tobago, Canadá, Egipto, Argentina y Brasil;
2003: creación de una joint venture con BOC en Japón: Japón de gases del aire (JAG), el fortalecimiento de la presencia del grupo en el mercado de Extremo Oriente;
2004: adquisición de los Messer Griesheim en Alemania, el Reino Unido y los Estados Unidos;
2007: adquisición de Linde Gas del Reino Unido;
2007: adquisición de la empresa alemana de ingeniería Lurgi, que duplica la capacidad del grupo de ingeniería;
2012: adquisición de la empresa Gasmedi, tercera empresa en el sector de cuidados de salud a domicilio en España.
2016: adquisición de la empresa norteamericana Airgas.